# Russelia staleyae
Russelia staleyae là một loài thực vật có hoa trong họ Mã đề. Loài này được Carlson miêu tả khoa học đầu tiên năm 1957.